# Dorfkirche Wulkow (Neuhardenberg)

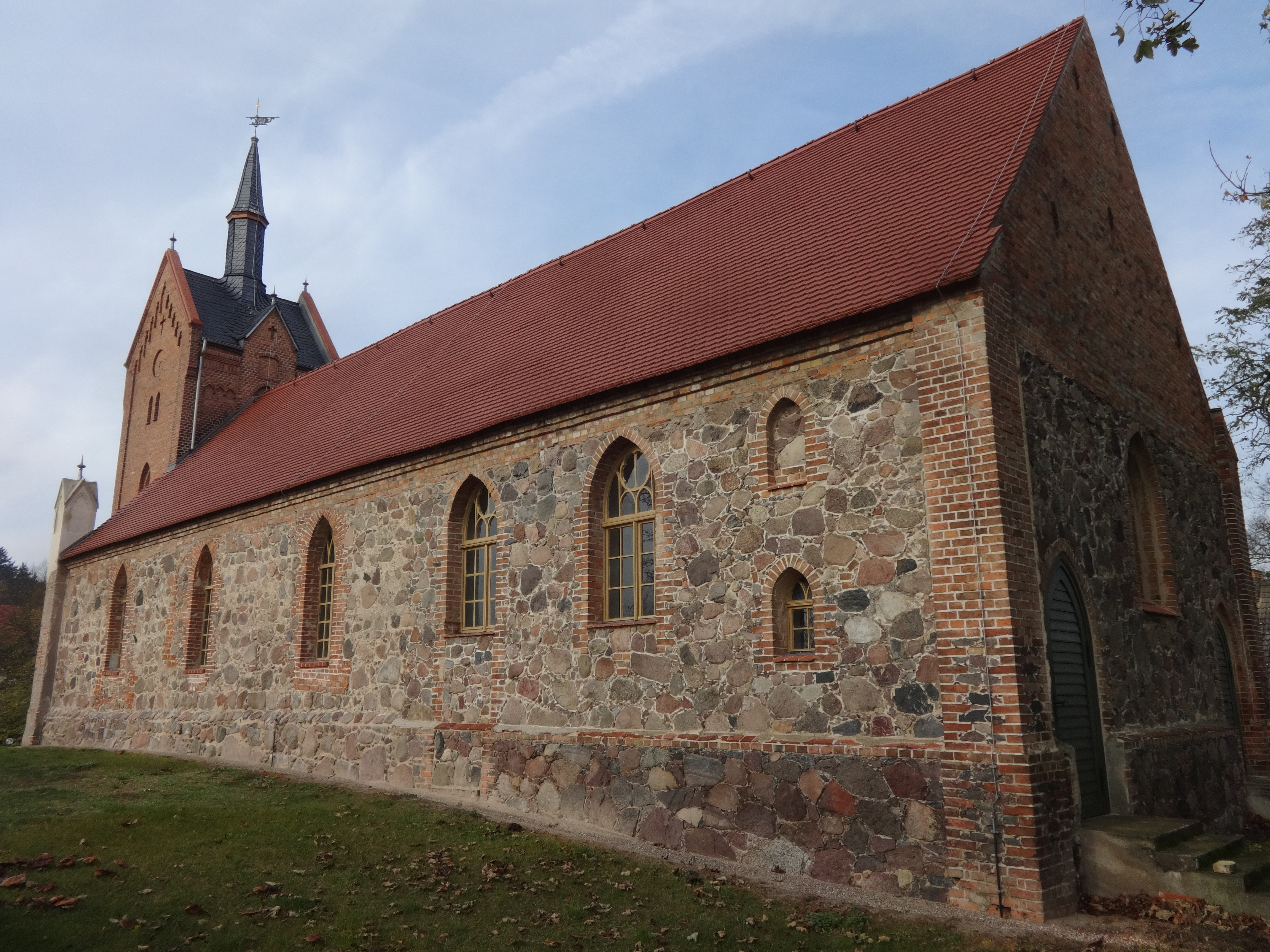
Dorfkirche Wulkow

Die evangelische Dorfkirche Wulkow ist eine spätgotische Feldsteinkirche in Wulkow, einem Ortsteil der Gemeinde Neuhardenberg im Landkreis Märkisch-Oderland im Land Brandenburg. Die Kirchengemeinde gehört zum Kirchenkreis Oderland-Spree der Evangelischen Kirche Berlin-Brandenburg-schlesische Oberlausitz.

## Lage
Die Hauptstraße führt in Nord-Süd-Richtung durch den Ort. Im historischen Dorfzentrum steht westlich dieser Verbindungsachse das Schloss Wulkow, östlich davon auf einer Anhöhe die Dorfkirche. Das Gelände ist mit einer Mauer aus unbehauenen und nicht lagig geschichteten
Feldsteinen eingefriedet.

## Geschichte
Das genaue Baudatum des Sakralbaus ist nicht überliefert. Das Dehio-Handbuch spricht lediglich von einem Bau der Spätgotik, d. h. die Zeit von 1350 bis ca. 1520/1530. Ein Mitglied des Fördervereins der Wulkower Kirche geht davon aus, dass das Bauwerk im 14. Jahrhundert entstanden ist. Dies korrespondiert mit der urkundlichen Ersterwähnung des Ortes im Jahr 1361. 1874 ließ die Kirchengemeinde den Westturm errichten. Gleichzeitig wurden die Fenster „barock“ überformt; der Innenraum erhielt eine reichhaltige Ausmalung. Hinzu kam eine neue Kanzel sowie eine Westempore. Gegen Ende des Zweiten Weltkrieges wurde die Kirche stark beschädigt und konnte erst bis 1952 notdürftig repariert werden. Dabei wurden die Nordwand des Kirchenschiffs wiederhergestellt, der Ostgiebel neu aufgemauert und das Dach neu eingedeckt. In der Mitte der 1950er Jahre erhielt die Kirche zwei neue Glocken aus Gusseisen. In der Mitte der 1980er Jahre entdeckten Handwerker, dass das Tonnengewölbe vom Hausschwamm befallen war. Die Schalung wurde daraufhin entfernt. Durch die Wende kamen die Arbeiten jedoch ins Stocken und die Kirche war ohne Decke zunächst nicht nutzbar. Der Förderkreis Alte Kirchen Berlin-Brandenburg stellte als eine erste Anschubfinanzierung 5000 DM zur Verfügung. Daraufhin gründete sich ein lokaler Förderkreis, der seit dieser Zeit das Bauwerk betreut. Nach einem Beitrag in einer Fernsehsendung des ORB konnten zahlreiche Sach- und Geldspenden dazu verwendet werden, das Dach sowie das Tonnengewölbe zu erneuern. Der Innenraum wurde neu verputzt und die Fenster erneuert. Die erneute Kirchweihe konnte zum Reformationstag 1999 gefeiert werden. In den folgenden Jahren stellten Kunsthandwerker die Ausmalung wieder her; Handwerker reparierten die Orgel. Die Kirchengemeinde verständigte sich darauf, das Bauwerk stärker für die Öffentlichkeit zugänglich zu machen. Daher fand beispielsweise im Frühjahr 2002 eine Theateraufführung mit einem Werk Jean Anouilhs statt. Im September 2014 konnte schließlich auch wieder eine funktionsfähige Turmuhr eingebaut werden.

## Baubeschreibung

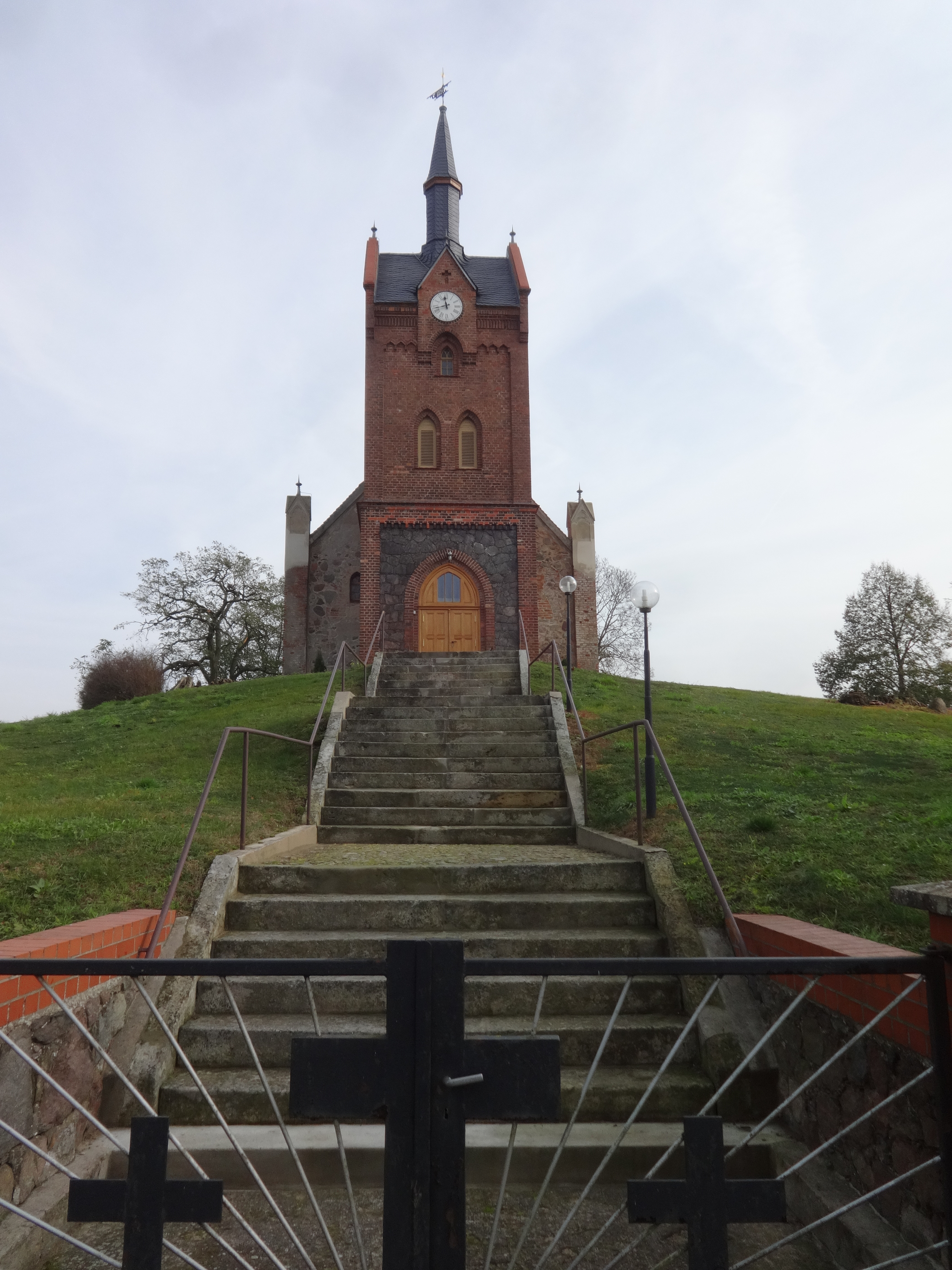
Ansicht von Westen

Das Bauwerk wurde im Wesentlichen aus Feldsteinen errichtet, die unbehauen und nicht lagig geschichtet verarbeitet wurden. Für Ausbesserungsarbeiten verwendeten die Handwerker hingegen überwiegend rötlichen Mauerstein. Das Bauwerk hat einen umlaufenden etwa 80 cm hohen Sockel aus Feldsteinen, der leicht hervorspringt. Dazwischen ist ein ebenfalls umlaufendes Gesims aus Mauerstein, darüber der weitere Baukörper. Der Chor ist gerade, nicht eingezogen und hat einen rechteckigen Grundriss. An der östlichen Chorseite sind zwei spitzbogenförmige Pforten, die über je eine Treppe mit vier Stufen erreicht werden kann. Die Gewände sind im südlichen Bereich schlicht aus Mauerstein gearbeitet, während beim nördlich gelegenen Portal eine zweifache Stufung vorgenommen wurde. Mittig ist ein hochgesetztes, ebenfalls spitzbogenförmiges Fenster mit einem dreifach getreppten Gewände. Dessen Schlussstein berührt den darüberliegenden Giebel, der nach einem Schaden im Zweiten Weltkrieg aus hellem Mauerstein errichtet wurde. Er besitzt keine Öffnung. Die Ecken des Chors werden durch Lisenen aus Mauerstein betont. Die nördliche Chorwand wird von einem großen und ebenfalls spitzbogenförmigen Fenster dominiert, das sich an der westlichen Seite des Baukörpers befindet. Es nimmt Formen des Maßwerk auf. Links daneben sind zwei kleinen, übereinanderliegende Öffnungen, von denen die obere mit Feld- und Mauersteinen zugesetzt ist. An der Südseite des Chors finden sich zwei vergleichbare Öffnungen, gefolgt von zwei großen Fenstern. Das westlich gelegene war zu einer früheren Zeit deutlich tiefer gesetzt und könnte in eine Priesterpforte übergegangen sein.
Nach Westen schließt sich das Kirchenschiff an, dass die volle Breite des Chors aufnimmt. An der Nordseite sind zwei große Fenster. Das östlich gelegene verdeckt dabei eine große Pforte, die sich zu einer früheren Zeit am Baukörper befunden haben muss. Aber auch das westlich gelegene Fenster muss zu einer früheren Zeit weiter östlich angeordnet gewesen sein. An der Südseite sind zwei ebenfalls zwei Fenster. Das Östliche schneidet dabei zur linken Seite die Reste eines zugesetzten Fensters, von dem die Laibung zum bis etwa in Höhe des Schlusssteins erhalten geblieben ist. Die übrige Fläche ist mit Feldsteinen zugesetzt; die Zwischenräume mit Mauersteinresten verfüllt. Das westlich gelegene Fenster sitzt auf einem ursprünglich deutlich tiefer angesetzten Fenster und überdeckt dessen Laibung. Da auch im Sockel Ausbesserungsarbeiten erkennbar sind, könnte sich hier zu einer früheren Zeit eine Gemeindepforte befunden haben. Nach Westen hin sind an den Ecken des Schiffs zwei Pfeiler, die mit je einer Fiale verziert sind.
Der Westturm hat einen quadratischen Grundriss. Sein unteres Geschoss wurde aus wenig behauenen Feldsteinen errichtet, wobei die Baumeister darauf achteten, dass nur kleine Zwischenräume entstanden. Die Ecken werden durch rötlichen Mauerstein betont, ebenso das spitzbogenförmige Portal an der Westseite. Am Übergang zum mittleren Turmgeschoss ist ein nach unten geöffneter Fries aus Mauerstein. Dieses Material nutzen die Handwerker auch für Turmgeschoss. Es hat an der Westseite zwei, an der Nord- und Südseite je eine spitzbogenförmige Klangarkade. Darüber ist ein reichhaltig verzierter Aufsatz mit einer Turmuhr an der Westseite und je einer Blende an der Nord- und Südseite. Der Giebel ist mit einem weiteren Fries verziert. Darüber ist ein quergestelltes Satteldach mit je einem Akroterion sowie eine achteckige Turmhaube mit einer Wetterfahne.

## Ausstattung
Der Altar sowie die Kanzel sind vergleichsweise schlicht und in einem grün-blauen Farbton gehalten; von denen sich die Kassetten in einer ockerfarbenen Umrahmung absetzen. Die Orgelempore wurde ähnlich schlicht ausgemalt, wenn auch in einem grünlicheren Farbton.
Die Apsis ist in einem ockerfarbenen Ton ausgemalt. Davon hebt sich das Gewölbe mit einer blau-schwarzen, rankenförmigen Ausmalung ab, die sich zeltförmig über den Raum zu spannen scheint. Der untere Bereich ist als Lambris gestaltet und in rot-gold-schwarzen Tönen gehalten, in die Kreuze eingearbeitet sind. Im Kirchenschiff wurden auf die unteren Wandbereiche Paneele aufgemalt, darüber ein Band aus Akanthus, das sich auch über den westlichen Triumphbogen spannt.
An der südlichen Kirchenwand hängt eine Tafel, die an die Gefallenen aus dem Ersten Weltkrieg erinnert. Die Orgel erbaute die Firma Sauer im Jahr 1974.